# Quo
Quo – siódmy album angielskiego zespołu Status Quo.

## Lista utworów
| 1. | „Backwater” (Parfitt/Lancaster)                           | 4:22  |
|    |                                                           |       |
| 2. | „Just Take Me” (Parfitt/Lancaster)                        | 3:31  |
|    |                                                           |       |
| 3. | „Break the Rules” (Rossi/Young/Parfitt/Lancaster/Coghlan) | 3:37  |
|    |                                                           |       |
| 4. | „Drifting Away” (Parfitt/Lancaster)                       | 5:00  |
|    |                                                           |       |
| 5. | „Don't Think it Matters” (Parfitt/Lancaster)              | 4:48  |
|    |                                                           |       |
| 6. | „Fine Fine Fine” (Rossi/Young)                            | 2:31  |
|    |                                                           |       |
| 7. | „Lonely Man” (Parfitt/Lancaster)                          | 5:05  |
|    |                                                           |       |
| 8. | „Slow Train” (Rossi/Young)                                | 7:55  |
|    |                                                           |       |
|    |                                                           | 36:49 |
|    |                                                           |       |

## Twórcy
- John Coghlan – perkusja
- Andy Bown – keyboard
- Alan Lancaster – gitara basowa, gitara, śpiew
- Rick Parfitt – gitara rytmiczna, śpiew
- Francis Rossi – gitara prowadząca, śpiew

### Gościnnie
- Bob Young – harmonijka ustna, pianino
- Tom Parker – harmonijka ustna, pianino